# Pyrocyon
Pyrocyon — викопний рід дрібних м'ясоїдних гіенодонтид, які жили в Північній Америці під час раннього еоцену. Скам'янілості Pyrocyon були знайдені у Вайомінгу та Колорадо. Вага Pyrocyon dioctetus оцінюється приблизно в 2.6 кілограма.